# 自由民主党 (韓国)
自由民主党（じゆうみんしゅとう）は、第三共和国初期における韓国に存在した保守政党である。日本の保守政党である自由民主党とは全く無関係である。また、現在韓国に存在する同名のニューライト系極右政党の自由民主党（2021年3月15日設立）とも無関係である。略称は「自民党」。

## 概要
5・16軍事クーデターによる政治活動の規制措置が解かれた後の朴正煕国家再建最高会議議長が63年4月8日に発表した「4・8声明」にて提唱された「汎国民政党」運動に応じた野党人士が主体となって6月10日に発足した汎国民党（仮称）を前身としている。
自民党は当初、軍部の長老や多数の旧政治家を吸収し、朴正煕議長からの祝電も受けるなど、準与党として発足した。しかし、朴正熙は党発足前の5月25日に民主共和党（共和党）支持を表明し、共和党も二日後に行われた臨時全党大会にて朴正煕を大統領候補に推戴するに至った。これを受けて最高会議は6月20日、自民党に対して共和党へ合流すべき旨の原則を打ち出した。そのため、大部分が共和党に合流したものの、これに反発した一部勢力は同党に留まり野党に転じた。1963年9月3日、ソウル市民会館において創党大会を開催、代表最高委員（党首）に金俊淵、最高委員に宋堯讃（前内閣首班）、蘇宣奎（参議院初代副議長）、金奉材、金在春（第3代韓国中央情報部部長）を選出した。
同年10月の大統領選挙では獄中にいた宋堯讃最高委員が自民党の大統領候補に指名され、立候補したが、選挙戦半ばに野党候補一本化のために立候補を辞退した。11月26日に行なわれた総選挙では9議席（地方区6議席／全国区3議席、得票率：8.0％）を獲得したが、翌1964年12月26日に野党第1党である民政党に吸収され消滅した。